# Il corpo e il sangue di Eymerich
Il corpo e il sangue di Eymerich è un romanzo di fantascienza scritto da Valerio Evangelisti nel 1996.
Si tratta del quarto romanzo pubblicato del ciclo di Eymerich, anche se temporalmente si colloca al terzo posto della saga, come indicato dallo stesso Valerio Evangelisti nell'appendice del libro Metallo urlante.

## Trama
Come negli altri romanzi del ciclo, la storia si sviluppa in due sottotrame parallele ambientate in due diversi periodi storici.
La prima sottotrama si svolge nel 1358: Nicolas Eymerich, inquisitore Generale del regno d'Aragona, viene inviato a Castres per debellare una setta misteriosa nota come Masc, dedita a rituali che hanno a che fare con il sangue. Eymerich porterà a compimento la missione con un gigantesco rogo che spazza via praticamente tutti gli abitanti di Castres: non solo i masc, setta costituita prevalentemente dai nobili del luogo, ma anche borghesi e artigiani, che appartengono invece alla fede càtara, oltre al vescovo e a numerosi monaci, alleati o conniventi dei masc.
La seconda sottotrama è ambientata nel XX secolo e parte dal 1952 negli Stati Uniti: lo scienziato pazzo Lycurgus Pinks, inizialmente membro del Ku Klux Klan, sviluppa un piano diabolico per sterminare la popolazione afroamericana scatenando una malattia per la quale i neri sarebbero geneticamente predisposti: l'anemia falciforme. Ma il piano di Pinks (che negli anni successivi compie numerosi esperimenti in varie parti del mondo, e diventa capo dell'intelligence militare americana) va oltre l'idea originaria, arrivando a provocare una mutazione genetica che colpirà indistintamente tutta la popolazione, causando un'epidemia globale di anemia falciforme (di tale epidemia si parla in molti altri romanzi del ciclo, ad esempio in Nicolas Eymerich, Inquisitore). Soltanto alla fine del romanzo si capirà in che modo le due sottotrame siano collegate.
L'ultimo capitolo, La maschera della Morte Rossa, è un omaggio all'omonimo racconto di Edgar Allan Poe: al posto del castello del principe Prospero c'è la Casa Bianca e la sua unità di crisi guidata da Prosperous Doyle (immaginario presidente degli Stati Uniti), mentre il ruolo della Maschera è "interpretato" dallo stesso Pinks.

## Edizioni
- Valerio Evangelisti, Il Corpo e il Sangue di Eymerich, collana Urania n° 1281, 1996.
- Valerio Evangelisti, L'Ombra di Eymerich, Arnoldo Mondadori Editore, 1998,  p. 462, ISBN 88-04-45609-4. Raccolta di 3 romanzi su Eymerich